# ベイズウォーター駅

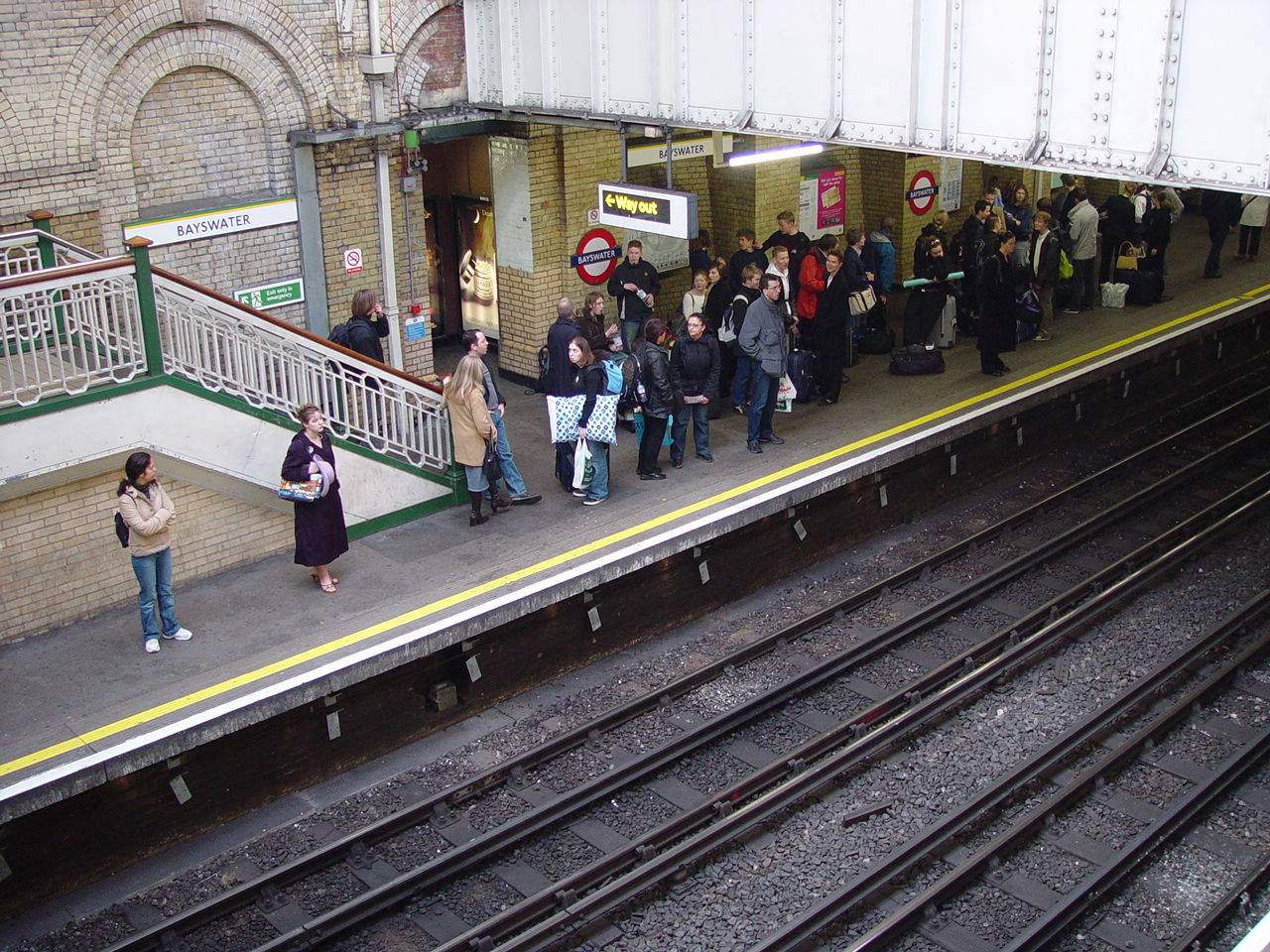
駅構内

ベイズウォーター駅（ベイズウォーターえき、英語: Bayswater station）はイギリスのロンドン、シティ・オブ・ウェストミンスター、ベイズウォーターにあるロンドン地下鉄の駅である。
サークル線とディストリクト線（エッジウェア・ロード支線）の列車が発着する。トラベルカード・ゾーン1に属する。

## 概要
この駅はロンドン都心部にあるシティ・オブ・ウェストミンスターのベイズウォーター地区にある。南北に走るクイーンズ・ウェイに面しており、クイーンズ・ウェイの西側にひとつの出入口（駅舎）がある。
駅は東西に伸びる地下駅で、2面2線の相対式ホームを持つ。サークル線・ディストリクト線は線路を共有しており、同じホームに発着する。

## 歴史
この駅は1868年10月1日に、メトロポリタン鉄道（世界最初の地下鉄で、その後ロンドン地下鉄の一部となっている）がパディントン駅から西に延伸した際に開業した。
駅は何度か改名されている。1926年11月1日には「Bayswater (Queen's Road) & Westbourne Grove」、1933年には「Bayswater (Queen's Road)」、そして1946年には「Bayswater (Queensway) 」とされた。その後「 (Queensway) 」が外され、現在の駅名になっている。
この駅は2006年にMetronetによって改装された。

## 周辺
南に200mほど離れたクイーンズ・ウェイの南端にはセントラル線のクイーンズウェイ駅がある。
駅の南方を東西に走る通りであるベイズウォーター・ロード（なお、クイーンズウェイ駅の方が近い）は、フォーサイト・サガシリーズとして知られるジョン・ゴールズワージーの小説を含む、英文学において有名である。

## 運行概要

### サークル線
昼間時の運行パターンは以下の通り。本数は1時間あたりの列車数。
- 6本 時計回り パディントン経由エッジウェア・ロード行き[5][6]
- 6本 反時計回り ハイ・ストリート・ケンジントン経由ハマースミス行き[5][7]

### ディストリクト線
昼間時の運行パターンは以下の通り。本数は1時間あたりの列車数。
- 6本 東方面 エッジウェア・ロード行き[8][9]
- 6本 西方面 ウィンブルドン行き[8][10]

また、毎朝アクトン・タウン（土曜日はイーリング・ブロードウェイ）発エッジウェア・ロード駅行きの列車と、日曜日の深夜にはエッジウェア・ロード発イーリング・ブロードウェイ行きの列車がある。

## バス路線
ロンドンバスの7、23、27、36、70系統と、ナイトバスのN7系統が当駅を経由する。さらに、23、27、36系統は24時間運行している。

## 隣の駅
ロンドン交通局
ロンドン地下鉄
■サークル線
ノッティング・ヒル・ゲート駅 - ベイズウォーター駅 - パディントン駅
■ディストリクト線
エッジウェアロード支線
ノッティング・ヒル・ゲート駅 - ベイズウォーター駅 - パディントン駅